# Sapouy
Sapouy is een stad in Burkina Faso en is de hoofdplaats van de provincie Ziro.
Sapouy telde in 2006 bij de volkstelling 11.368 inwoners.

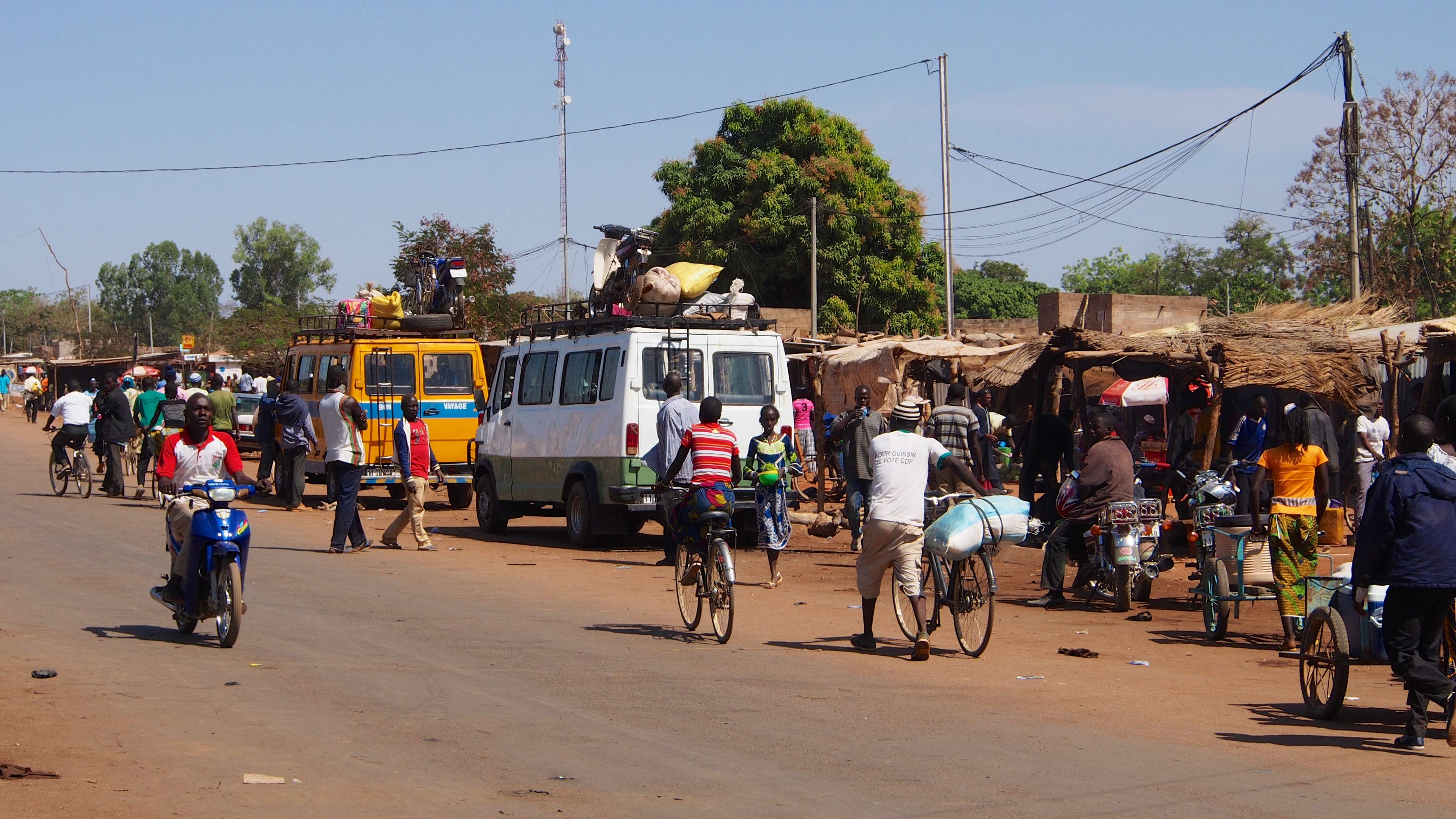
Markt en Busstation te Sapouy